# 山内豊常
山内 豊常（やまうち とよつね）は、土佐藩7代藩主。

## 生涯
正徳元年（1711年）8月2日、第6代藩主・山内豊隆の次男として生まれる。兄の久米千代が早世したために世子となる。享保4年（1719年）4月28日、将軍徳川吉宗に御目見する。享保5年（1720年）5月27日、父の死去により跡を継ぐ。
幼少のため、藩主就任時に幕府より国目付として使番の保科正純らが派遣されたほか、父により失脚させられていた分家の山内規重を復帰させ、さらに三宅尚斎を登用して補佐とした。享保6年12月18日（西暦では1722年2月）、従四位下、土佐守に叙任する。享保8年12月18日（西暦では1724年1月）、侍従に任官する。享保10年（1725年）3月12日、初めてお国入りする許可を得る。同年9月2日に死去した。享年15。継嗣が無かったため、規重の嫡男・豊敷が養子として跡を継いだ。
墓所は国史跡の土佐藩主山内家墓所（高知県高知市筆山町）。
享保6年（1721年）に規重が死去し、尚斎も政界から引退したため、豊常は幼くして自ら政務を執ることとなる。豊常は父と違って早くから聡明と言われ、将来を嘱望されていたが、早世した。

## 系譜
- 父：山内豊隆（1673-1720）
- 母：不詳
- 正室：幾姫 - お菟、松平定儀養女、松平定逵の娘
- 養子
  - 男子：山内豊敷（1712-1768） - 山内規重の嫡男